# Charlotte Kieffer
Pour les articles homonymes, voir Kieffer.
Charlotte Kieffer, née le 21 février 1998 à Schiltigheim, est une joueuse française de handball évoluant au poste d'arrière gauche au Handball Clermont Auvergne Métropole 63

## Biographie
Issue du centre de formation d'Achenheim Truchtersheim, elle rejoint le Metz Handball pour la saison 2017-2018.
Durant l'été 2017, elle est retenue en équipe de France junior pour disputer le championnat d'Europe en Slovénie. L'équipe de France remporte la compétition en dominant la Russie en finale (31-26). À titre individuel, elle est élue meilleur défenseur de la compétition.
Avec Metz, elle fait sa première apparition en équipe première à l'automne 2017, où elle est principalement utilisée en tant que défenseur. Elle se blesse malheureusement début novembre 2017 en subissant une rupture des ligaments croisés au genou gauche, pour une absence évaluée à six mois.
Pour la saison 2019-2020, elle quitte le centre de formation de Metz et signe son premier contrat professionnel avec le Nantes Atlantique Handball.
À l'été 2019, en l'absence de nombreuses titulaires laissées au repos et à l'occasion d'une large revue d'effectif, elle est retenue pour un stage de préparation avec l'équipe de France.
Au sein d'un club nantais ambitieux, elle remporte en 2021 la Ligue européenne et est finaliste de la Coupe de France.
Elle effectue la saison 2021/2022 au Handball Plan-de-Cuques, au sein d’une équipe dont l'enjeu est la lutte pour le maintien. Puis elle rejoint le Handball Clermont Auvergne Métropole 63 en deuxième division.

## Palmarès

### En club
compétition internationale
- vainqueur de la Ligue européenne (C3) en 2021 (avec le Nantes AHB)

 compétition nationale
- finaliste de la Coupe de France (1) 2021  (avec le Nantes Atlantique Handball)

### En sélection
autres
- championne d'Europe junior en 2017 en Slovénie

### Distinctions individuelles
- élue meilleure défenseur du championnat d'Europe junior 2017